# ديلي نيوز إيجيبت
ديلى نيوز إيجبيت هي صحيفه مصرية يومية تأسست في 2005 وتملكها خدمات وسائل الإعلام المصرية وهي تابعة ل صحيفة انترناشيونال هيرالد تريبيون وفقا لموقعها على شبكة الإنترنت تنقسم الصحيفة ألي عده أقسام وهم"الأعمال التجارية، والثقافية، الأخبار والتحليلات السياسية"، وكذلك الأخبار المحلية العربية وذلك عن طريق صحيفة ديلي ستار (لبنان). ويتم إنتاج جميع المحتويات من قبل فريق عمل التحرير المصري. هي الصحيفة المستقلة الوحيدة الصادره باللغة الإنكليزية فقط يوميا في مصر.

## وصلات خارجية
- الموقع الرسمي